# Video Pieces
Video Pieces är den andra videon som det brittiska heavy metalbandet Iron Maiden gett ut. Den släpptes i juli, 1983. Videon är en kort samling på cirka 18 minuter med videor till singlarna till albumen The Number of the Beast och Piece of Mind. Den här släpptes då musikvideon ännu var i sin barndom och videorna kan kännas rätt primitiva. 
Videorna dök även upp på From There to Eternity och Visions of the Beast.

## Låtlista
1. Run to the Hills (Harris)
2. The Number of the Beast (Harris)
3. Flight of Icarus (Smith, Dickinson)
4. The Trooper (Harris)

## Banduppsättning
- Bruce Dickinson - sång
- Steve Harris - bas
- Nicko McBrain - trummor
- Dave Murray - gitarr
- Adrian Smith - gitarr